# 안구돌출증
안구돌출증(眼球突出症, 영어: exophthalmos, exophthalmus, exophthalmia, proptosis, exorbitism)은 안구가 안와 밖으로 돌출하는 증세이다. 안구돌출증은 그레이브스병에서 자주 볼 수 있듯이 두 눈에 모두 영향을 미치는 경우일 수 있고, 아니면 안와 종양에서 자주 볼 수 있듯이 한 쪽 눈에만 영향을 미치는 경우도 있다. 안와로부터 부분적으로나 완전히 탈구되는 일은 정신적 외상 그 자체 또는, 정신적 외상으로부터 발생한 주변 조직의 종창에 의해 일어날 수 있다.
그레이브스병의 경우 안구가 탈구되는 일은 안와와 외안근의 비정상적인 연결 조직의 퇴적에 기인하며 CT나 MRI를 통해 관찰이 가능하다.

## 진단
안구돌출증의 심각도의 측정은 안구돌출계(exophthalmometer)를 이용하여 수행할 수 있다. 안구돌출증의 대부분의 정의는 대부분 18 밀리미터 이상을 가리킨다. 안구돌출증은 종종 그레이브스병과 관련하여 사용된다.